# Joël Bockaert
Joël Bockaert, né le 3 octobre 1945 à Roubaix est un neurobiologiste français pionnier de l'étude des molécules de signalisation impliquées dans la communication intercellulaire, notamment au niveau des neurotransmetteur du cerveau. Il a exploré le fonctionnement des protéines des récepteurs traversant les membranes cellulaires et qui permettent d'assurer la communication biochimique entre le milieu extracellulaire et l'intérieur de la cellule pour y déclencher une cascade de réactions en réponse au signal reçu.

## Biographie
Il a été élève de l’École normale primaire à Mérignac (Gironde) de 1961 à 1964 et de l’École normale supérieure de la Rue d’Ulm (Paris) de 1964 à 1968.
Agrégé de Sciences Naturelles (1968), il effectue ses travaux de thèse au Collège de France et son stage post-doctoral à la Northwestern University de Chicago. Il fut successivement enseignant à l’Université de Paris VI (1968-1973), sous-directeur de la chaire de physiologie cellulaire au Collège de France (1973-1982) avant d’être, à Montpellier, directeur de recherche au CNRS (1982-2001) puis professeur à l’Université de Montpellier (2001-2014).
A Montpellier, il fonde l’institut CNRS-INSERM de pharmacologie-endocrinologie (1982) dont il fut le directeur de 1990 à 2005 puis l’institut de génomique fonctionnelle. En 2013, il devient directeur du pôle biologie-santé de Montpellier.

## Travaux scientifiques
Les travaux de Joël Bockaert ont été consacrés à l'étude des communications intercellulaires et en particulier celles mises en jeu dans le cerveau,,,. Joël Bockaert est un des précurseurs de l'étude des molécules impliquées dans la communication intercellulaire via les récepteurs cellulaires transmembranaires. 
Ces protéines traversant la membrane cellulaire transmettent le signal provenant d'un récepteur situé à l'extérieur de la membrane cellulaire à différents effecteurs intracellulaires permettant de déclencher une réponse cellulaire appropriée. 
Il s'est intéressé plus particulièrement à la famille des récepteurs couplés aux protéines G (RCPG). Il en découvrira certains dont les récepteurs de l’ocytocine, de la vasopressine, les récepteurs métabotropes du cerveau pour le glutamate,,,,, ou encore des récepteurs de la sérotonine. Ces derniers modulent les fonctions cognitives et émotionnelles. La famille des RCPG a une importance physiologique considérable. Ce sont ces récepteurs qui captent la lumière (rhodopsine) et assurent la vision, qui permettent de reconnaître les goûts amers, sucrés ou umami, les odeurs mais aussi la majorité des hormones et des neurotransmetteurs,.
Vu leurs fonctions, les récepteurs transmembranaires sont la cible de plus de 40 % des médicaments destinés à traiter l’hypertension, les allergies, la migraine, la dépression, la maladie de Parkinson ou la douleur,.

## Sociétés savantes et académies
- 1992-1995:  Président de la Société des Neurosciences
- 1996 : Membre de l’organisation européenne de biologie moléculaire (EMBO en anglais)

Il est élu membre correspondant de l’Académie des Sciences en 1996 puis, membre, en 2003.
En 2017, il devient membre de l’Académie des Sciences et des Lettres de Montpellier.

## Prix et distinctions
- Prix Rochat-Julliard de l’Académie des Sciences
- Grand Prix Charles-Léopold Mayer de l'Académie des Sciences
- Lilly – ECNP Prize
- Professor honoraire de la  Huazhong University (Chine) et récipiendaire du « China et Friendship Award »
- Doctor Honoris Causa Université libre de Bruxelles
- Doctor Honoris Causa Université de Montréal

## Décorations
- Chevalier de la Légion d'honneur
- Chevalier de l'ordre des Palmes académiques

## Ouvrages de vulgarisation scientifique
- Bockaert, Joël (2017). La communication du vivant. Odile Jacob
- Bockaert, Joël (2021). Le cannabis, quelle histoire. UGA Éditions, Grenoble
- Bockaert, Joël (2024). Les drogues, le cerveau et les états de conscience modifiés. Du chaman au médecin. Odile Jacob